# La Goutelle
La Goutelle település Franciaországban, Puy-de-Dôme megyében. Lakosainak száma 615 fő (2022. január 1.). La Goutelle Bromont-Lamothe, Cisternes-la-Forêt, Miremont, Montfermy, Pontaumur és Saint-Jacques-d’Ambur községekkel határos.

## Népesség
A település népességének változása:
| Lakosok száma | 631  | 621  | 643  | 626  | 625  | 623  | 622  | 619  | 615  |
|               | 2013 | 2015 | 2016 | 2017 | 2018 | 2019 | 2020 | 2021 | 2022 |